# Breyer (Unternehmen)

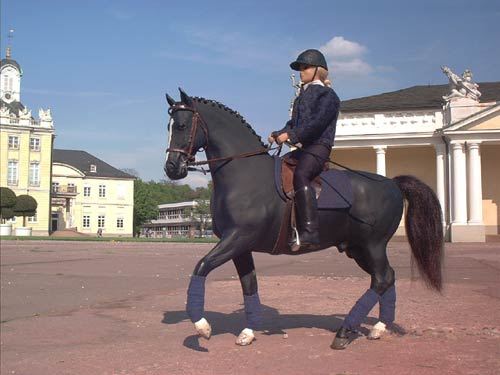
Modellpferd mit Ausrüstung in natürlicher Kulisse

Breyer Animal Creations (meist Breyer genannt) ist ein US-amerikanischer Hersteller von Modellpferden. Die Firma wurde 1950 gegründet und gehört heute zu Reeves International, Inc. Breyer ist auf die Herstellung von Modellpferden aus dem Kunststoff Celluloseacetat und Modelle anderer Tierarten spezialisiert. Weniger bekannt sind die Porzellanpferdefiguren, die sich an erwachsene Sammler wenden. Die Firma erzeugt auch maßstabsgerechtes Zubehör wie Putzzeug, Ställe und Scheunen.

## Geschichte
Breyer Animal Creations wurde 1950 in Chicago, Illinois, als Breyer Molding Company gegründet.
1984 erwarb Reeves International die Firma Breyer Animal Creations.
Ursprünglich produzierte Breyer in den USA, heute wird in China produziert.
Für Modellpferde gibt es in den Vereinigten Staaten eigene Schauen, bei denen Sammler ihre Modelle präsentieren.

## Maßstäbe
Breyer Modellpferde werden in mehreren Maßstäben gefertigt.
- Traditional: Maßstab 1:9 (am meisten verbreitet)
- Classic: Maßstab 1:12
- Ponies/Dapples/Pony Gals: Maßstab 1:12 (für Jugendliche und Kinder, mit Mähnen und Schweif aus Kunsthaar, teilweise bewegliche Gelenke)
- Paddock Pal/Little Bits: Maßstab 1:24 (wird nicht mehr produziert)
- Stablemates: Maßstab 1:32
- Mini Whinnies: Maßstab 1:64 scale

## Porträtmodelle
Porträtmodelle sind jeweils einem berühmten Pferd nachgebildet. Es wurden beispielsweise Porträtmodelle von American Pharaoh, Man o’ War, Secretariat, Barbaro, Valegro und Zenyatta angefertigt.